# Benigno Ferrera
Benigno Giuseppe Ferrera, född 30 juni 1893 i Formazza i Piemonte, död där 24 november 1988, var en italiensk längdskidåkare som tävlade under 1920-talet.
Vid olympiska vinterspelen 1924 i Chamonix deltog han och kom på trettonde plats på femmilen.